# Copa Verde 2020
Die Copa Verde 2020 war die siebte Austragung der Copa Verde, eines regionalen Fußballpokalwettbewerbs in Brasilien, der vom nationalen Fußballverband CBF organisiert wird. Mit dem Gewinn des Pokals war die Qualifikation für das Achtelfinale der Copa do Brasil 2021 verbunden. Aufgrund der von CONMEBOL durchgeführten Formatänderungen der Copa Sudamericana für die Ausgabe 2021 musste der CBF nicht nur die Termine, sondern auch das Austragungsformat ändern für die Copa do Brasil ändern. Dadurch zog der Copa Verde Sieger nicht mehr direkt in das Achtelfinale ein, sondern nur in die dritte Runde.
Das Turnier war mit einer Vorrunde und ab dem folgenden Achtelfinale im KO-Modus mit Hin- und Rückspiel geplant. Aufgrund der COVID-19-Pandemie wurde die Vorrunde und das Achtelfinale allerdings in nur einem Spiel entschieden, die Rückspiele entfielen. Ebenso wurde das Zeitfenster verschoben und Spiele erst ausgetragen, wie die Organisation es zuließ, da auch die Austragungen aller anderen nationalen und internationalen Wettbewerbe unter Terminproblemen litten. Dadurch fand die 2020er Ausgabe der Copa Verde erst vom 20. Januar bis 24. Februar 2021 statt.

## Teilnehmer
Die 24 Teilnehmer kamen aus den elf Bundesstaaten Acre, Amapá, Amazonas, Distrito Federal do Brasil, Espírito Santo, Goiás, Mato Grosso, Mato Grosso do Sul, Pará, Rondônia und Roraima. Wieder teil nahm Tocantins, welches im Vorjahr nicht dabei war. 18 nahmen als erfolgreiche Klubs aus den Fußballmeisterschaften der Bundesstaaten von Brasilien teil. Die übrigen sechs Klubs ergaben aus dem CBF Ranking, welche aus den Staatsmeisterschaften noch nicht qualifiziert waren.

### Teilnehmer Staatsmeisterschaften
| Bundesstaat        | Klub                 | Qualifizierung         |
| ------------------ | -------------------- | ---------------------- |
| Acre               | Atlético Acreano     | Staatsmeister 2019     |
| Acre               | Galvez EC            | 2. Staatsmeister 2019  |
| Amapá              | Santos FC (AP)       | Staatsmeister 2019     |
| Amazonas           | Manaus FC            | Staatsmeister 2019     |
| Amazonas           | Nacional Fast Clube  | 2. Staatsmeister 2019  |
| Distrito Federal   | SE Gama              | Staatsmeister 2019     |
| Distrito Federal   | Brasiliense FC       | 2. Staatsmeister 2019  |
| Espírito Santo     | Real Noroeste        | Staatspokalsieger 2019 |
| Espírito Santo     | Vitória FC (ES)      | 2. Staatspokal 2019    |
| Goiás              | Atlético Goianiense  | Staatsmeister 2019     |
| Mato Grosso        | Cuiabá EC            | Staatsmeister 2019     |
| Mato Grosso do Sul | EC Águia Negra       | Staatsmeister 2019     |
| Mato Grosso do Sul | Aquidauanense FC     | 2. Staatsmeister 2019  |
| Pará               | Clube do Remo        | Staatsmeister 2019     |
| Rondônia           | Ji-Paraná FC         | 2. Staatsmeister 2019  |
| Roraima            | São Raimundo EC (RR) | Staatsmeister 2019     |
| Tocantins          | Palmas FR            | Staatsmeister 2019     |

### Teilnehmer CBF Ranking
| Bundesstaat | Klub               | CBF Platz |
| ----------- | ------------------ | --------- |
| Acre        | Rio Branco FC (AC) | 68        |
| Goiás       | Vila Nova FC       | 33        |
| Goiás       | AA Aparecidense    | 69        |
| Mato Grosso | Luverdense EC      | 40        |
| Mato Grosso | Sinop FC           | 81        |
| Pará        | Paysandu SC        | 28        |
| Pará        | Independente AC    | 129       |

## Turnierplan
|  | Vorrunde      | Vorrunde | Vorrunde |  |  | Achtelfinale    | Achtelfinale | Achtelfinale |   |       | Viertelfinale   | Viertelfinale | Viertelfinale |   |       | Halbfinale | Halbfinale | Halbfinale |         |  | Finale      | Finale  | Finale |
|  |               |          |          |  |  |                 |              |              |   |       |                 |               |               |   |       |            |            |            |         |  |             |         |        |
|  |               |          |          |  |  |                 |              |              |   |       |                 |               |               |   |       |            |            |            |         |  |             |         |        |
|  |               |          |          |  |  | Cuiabá          | 2            |              |   |       |                 |               |               |   |       |            |            |            |         |  |             |         |        |
|  | Aparecidense  | 7        |          |  |  | Aparecidense    | 1            |              |   |       |                 |               |               |   |       |            |            |            |         |  |             |         |        |
|  | Aquidauanense | 0        |          |  |  |                 |              |              |   |       | Cuiabá          | 1             | 0             |   |       |            |            |            |         |  |             |         |        |
|  |               |          |          |  |  |                 |              | Vila Nova    | 0 | 3     |                 |               |               |   |       |            |            |            |         |  |             |         |        |
|  |               |          |          |  |  | Vila Nova       | 3            |              |   |       |                 |               |               |   |       |            |            |            |         |  |             |         |        |
|  | Palmas        | 2        |          |  |  | Palmas          | 1            |              |   |       |                 |               |               |   |       |            |            |            |         |  |             |         |        |
|  | Real Noroeste | 0        |          |  |  |                 |              |              |   |       |                 |               |               |   |       | Vila Nova  | 0          | 3 (3)      |         |  |             |         |        |
|  |               |          |          |  |  |                 |              |              |   |       |                 |               | Brasiliense   | 2 | 1 (5) |            |            |            |         |  |             |         |        |
|  |               |          |          |  |  | Atl. Goianiense | 5            |              |   |       |                 |               |               |   |       |            |            |            |         |  |             |         |        |
|  | Sinop FC      | 4        |          |  |  | Sinop FC        | 1            |              |   |       |                 |               |               |   |       |            |            |            |         |  |             |         |        |
|  | Águia Negra   | 0        |          |  |  |                 |              |              |   |       | Atl. Goianiense | 1             | 1             |   |       |            |            |            |         |  |             |         |        |
|  |               |          |          |  |  |                 |              | Brasiliense  | 2 | 3     |                 |               |               |   |       |            |            |            |         |  |             |         |        |
|  |               |          |          |  |  | Luverdense      | 1            |              |   |       |                 |               |               |   |       |            |            |            |         |  |             |         |        |
|  | Brasiliense   | 4        |          |  |  | Brasiliense     | 2            |              |   |       |                 |               |               |   |       |            |            |            |         |  |             |         |        |
|  | Vitória       | 0        |          |  |  |                 |              |              |   |       |                 |               |               |   |       |            |            |            |         |  | Brasiliense | 2 1 (5) |        |
|  |               |          |          |  |  |                 |              |              |   |       |                 |               |               |   |       |            |            | Remo       | 1 2 (4) |  |             |         |        |
|  |               |          |          |  |  | Atl. Acreano    | 1            |              |   |       |                 |               |               |   |       |            |            |            |         |  |             |         |        |
|  | Manaus        | 5        |          |  |  | Manaus          | 5            |              |   |       |                 |               |               |   |       |            |            |            |         |  |             |         |        |
|  | Ji-Paraná FC  | 0        |          |  |  |                 |              |              |   |       | Manaus          | 1             | 2             |   |       |            |            |            |         |  |             |         |        |
|  |               |          |          |  |  |                 |              | Paysandu     | 1 | 1     |                 |               |               |   |       |            |            |            |         |  |             |         |        |
|  |               |          |          |  |  | Paysandu        | 4            |              |   |       |                 |               |               |   |       |            |            |            |         |  |             |         |        |
|  | São Raimundo  | 3        |          |  |  | Galvez EC       | 1            |              |   |       |                 |               |               |   |       |            |            |            |         |  |             |         |        |
|  | Galvez        | 4        |          |  |  |                 |              |              |   |       |                 |               |               |   |       | Manaus     | 1          | 2          |         |  |             |         |        |
|  |               |          |          |  |  |                 |              |              |   |       |                 |               | Remo          | 1 | 6     |            |            |            |         |  |             |         |        |
|  |               |          |          |  |  | Remo            | 1            |              |   |       |                 |               |               |   |       |            |            |            |         |  |             |         |        |
|  | Santos        | 0        |          |  |  | Gama            | 0            |              |   |       |                 |               |               |   |       |            |            |            |         |  |             |         |        |
|  | Gama          | 2        |          |  |  |                 |              |              |   |       | Remo            | 2             | 1 (3)         |   |       |            |            |            |         |  |             |         |        |
|  |               |          |          |  |  |                 |              | Independente | 0 | 3 (0) |                 |               |               |   |       |            |            |            |         |  |             |         |        |
|  |               |          |          |  |  | Rio Branco      | 1            |              |   |       |                 |               |               |   |       |            |            |            |         |  |             |         |        |
|  | Fast Clube    | 0        |          |  |  | Independente    | 3            |              |   |       |                 |               |               |   |       |            |            |            |         |  |             |         |        |
|  | Independente  | 2        |          |  |  |                 |              |              |   |       |                 |               |               |   |       |            |            |            |         |  |             |         |        |

## Vorrunde
Die Paarungen in der Vorrunde und Achtelfinale wurden am 5. Januar 2021 vom CBF bekannt gegeben. Dabei wurden die 16 Klubs auf zwei Töpfe gemäß ihrer Wertung in der Rangliste des CBF zugeordnet.
| Topf A               | Ranglistenplatz | Topf B           | Ranglistenplatz |
| -------------------- | --------------- | ---------------- | --------------- |
| AA Aparecidense      | 69              | Galvez EC        | 123             |
| Santos FC (AP)       | 77              | Independente AC  | 129             |
| Sinop FC             | 81              | Vitória FC (ES)  | 151             |
| São Raimundo EC (RR) | 88              | SE Gama          | 160             |
| Manaus FC            | 89              | EC Águia Negra   | 220             |
| Brasiliense FC       | 94              | Real Noroeste    | 220             |
| Nacional Fast Clube  | 111             | Aquidauanense FC | −               |
| Palmas FR            | 118             | Ji-Paraná FC     | −               |

Die in Klubs aus Topf A erhielten aufgrund ihrer besseren Platzierung in der Rangliste Heimrecht.
| Datum |                      | Ergebnis  |                  | Austragungsort                             |
| ----- | -------------------- | --------- | ---------------- | ------------------------------------------ |
| 20.1. | Nacional Fast Clube  | 0:2 (0:1) | Independente AC  | Estádio Ciro Machado do Espírito Santo     |
| 20.1. | Brasiliense FC       | 4:0 (1:0) | Vitória FC (ES)  | Estádio Elmo Serejo Farias                 |
| 20.1. | Sinop FC             | 4:0 (0:0) | EC Águia Negra   |                                            |
| 20.1. | AA Aparecidense      | 7:0 (1:0) | Aquidauanense FC | Estadio Municipal Aníbal Batista de Toledo |
| 20.1. | Palmas FR            | 2:0 (0:0) | Real Noroeste    | Estádio Nilton Santos (Palmas)             |
| 20.1. | São Raimundo EC (RR) | 3:4 (1:0) | Galvez EC        | Estádio Flamarion Vasconcelos              |
| 21.1. | Manaus FC            | 5:0 (4:0) | Ji-Paraná FC     | Estádio Ciro Machado do Espírito Santo     |
| 24.1. | Santos FC (AP)       | 0:2 (0:0) | SE Gama          | Estádio Milton Corrêa                      |

## Finalrunde

### Achtelfinale
| Datum |                     | Ergebnis  |                 | Austragungsort                   |
| ----- | ------------------- | --------- | --------------- | -------------------------------- |
| 24.1. | Luverdense EC       | 1:2 (1:2) | Brasiliense FC  | Estádio Municipal Passo das Emas |
| 25.1. | Atlético Goianiense | 5:1 (3:1) | Sinop FC        | Estadio Antônio Accioly          |
| 25.1. | Atlético Acreano    | 1:5 (0:3) | Manaus FC       | Arena Acreana                    |
| 25.1. | Cuiabá EC           | 2:1 (0:1) | AA Aparecidense | Arena Pantanal                   |
| 27.1. | Clube do Remo       | 1:0 (1:0) | SE Gama         | Estádio Olímpico do Pará         |
| 27.1. | Rio Branco FC (AC)  | 1:3 (1:1) | Independente AC | Arena Acreana                    |
| 28.1. | Paysandu SC         | 4:1 (4:0) | Galvez EC       | Estádio Olímpico do Pará         |
| 2.2.  | Vila Nova FC        | 3:1 (2:0) | Palmas FR       | Estádio Nilton Santos (Palmas)   |

### Viertelfinale
| Datum     |                     | Gesamt          |                 | Hinspiel  | Rückspiel |
| --------- | ------------------- | --------------- | --------------- | --------- | --------- |
| 3.2./7.2  | Manaus FC           | 3:2             | Paysandu SC     | 1:1 (0:1) | 2:1 (1:0) |
| 3.2./7.2. | Clube do Remo       | 3:3 (3:0 i. E.) | Independente AC | 2:0 (1:0) | 1:3 (0:0) |
| 4.2./7.2. | Atlético Goianiense | 2:5             | Brasiliense FC  | 1:2 (0:1) | 1:3 (0:1) |
| 5.2./8.2. | Cuiabá EC           | 1:3             | Vila Nova FC    | 1:0 (0:0) | 0:3 (0:2) |

### Halbfinale
| Datum       |              | Gesamt          |                | Hinspiel  | Rückspiel |
| ----------- | ------------ | --------------- | -------------- | --------- | --------- |
| 13.2./18.2. | Manaus FC    | 3:7             | Clube do Remo  | 1:1 (1:0) | 2:6 (0:4) |
| 14.2./18.2. | Vila Nova FC | 3:3 (3:5 i. E.) | Brasiliense FC | 0:2 (0:1) | 3:1 (1:1) |

### Finale

#### Hinspiel
| Brasiliense FC                                                             | Brasiliense FC | Clube do Remo | Clube do Remo |
| -------------------------------------------------------------------------- | --- | --- | ------------- |
| Brasiliense FC                                                             | \| 21. Februar 2021 in Brasília (Estádio Nacional de Brasília Mané Garrincha) \| \| Ergebnis: 2:1 (1:1) \| \| Zuschauer: 0 \| \| Schiedsrichter: Dyorgines Jose Padovani de Andrade ( Espírito Santo) \| \| Spielbericht \| | \| 21. Februar 2021 in Brasília (Estádio Nacional de Brasília Mané Garrincha) \| \| Ergebnis: 2:1 (1:1) \| \| Zuschauer: 0 \| \| Schiedsrichter: Dyorgines Jose Padovani de Andrade ( Espírito Santo) \| \| Spielbericht \|                                                                      | Clube do Remo |
| Brasiliense FC                                                             | Edmar Sucuri – Diogo, Badhuga, Keynan, Peu – Aldo, Sandy 80., Jenner Zottele 46., Luquinhas 65., Maicon Assis 73. – Zé Eduardo 80. Reserve Fernandes, Preto Costa, Gustavo Henrique, Radamés 80., Peninha, Carlos Eduardo 73., Tobinha 65., Jefferson Maranhão 46., Rodrigo Fumaça, Michel Mesquita 73., Bruno Nunes Cheftrainer: Vílson Taddei | Vinícius – Wellington Silva, Fredson, Rafael Jansen, Marlon – Pingo 63., Lucas Siqueira , Felipe Gedoz – Hélio Borges 63., Augusto 63., Wallace 70. Reserve Thiago Rodrigues, Mimica, Warley 63., Tiago Miranda 70., Dioguinho 63., Laílson 63., Pedro Paulo, Ronald Cheftrainer: Paulo Bonamigo | Clube do Remo |
| Brasiliense FC                                                             | 1:1 Sandy (31.) 2:1 Aldo (79.) | 0:1 Wallace (22.) | Clube do Remo |
| Brasiliense FC                                                             | Sandy (61.) | | Clube do Remo |
| 21. Februar 2021 in Brasília (Estádio Nacional de Brasília Mané Garrincha) | | |               |
| Ergebnis: 2:1 (1:1)                                                        | | |               |
| Zuschauer: 0                                                               | | |               |
| Schiedsrichter: Dyorgines Jose Padovani de Andrade ( Espírito Santo)       | | |               |
| Spielbericht                                                               | | |               |

#### Rückspiel
| Clube do Remo                                         | Clube do Remo | Brasiliense FC | Brasiliense FC |
| ----------------------------------------------------- | --- | --- | -------------- |
| Clube do Remo                                         | \| 24. Februar 2021 in Belém (Estádio Olímpico do Pará) \| \| Ergebnis: 2:1 (1:0), 4:5 i. E. \| \| Zuschauer: 0 \| \| Schiedsrichter: Jefferson Ferreira de Moraes ( Goiás) \| \| Spielbericht \|                                                                                              | \| 24. Februar 2021 in Belém (Estádio Olímpico do Pará) \| \| Ergebnis: 2:1 (1:0), 4:5 i. E. \| \| Zuschauer: 0 \| \| Schiedsrichter: Jefferson Ferreira de Moraes ( Goiás) \| \| Spielbericht \| | Brasiliense FC |
| Clube do Remo                                         | Vinícius – Wellington Silva, Fredson, Rafael Jansen, Marlon 82. – Pingo 50., Lucas Siqueira , Felipe Gedoz – Hélio Borges, Augusto 78., Wallace Reserve Thiago Rodrigues, Davi, Mimica, Warley, Tiago Miranda 78., Dioguinho 50., Laílson 82., Pedro Paulo, Ronald Cheftrainer: Paulo Bonamigo | Edmar Sucuri – Diogo, Badhuga, Keynan, Wagner Balotelli – Aldo, Sandy, Jenner Zottele 73., Luquinhas 63., Maicon Assis 73. – Zé Eduardo 63. Reserve Fernandes, Preto Costa, Gustavo Henrique 73., Peu 63., Radamés, Peninha, Carlos Eduardo, Rodrigo Fumaça, Jefferson Maranhão 63., Michel Mesquita, Romarinho 73. Cheftrainer: Vílson Taddei | Brasiliense FC |
| Clube do Remo                                         | 1:0 Fredson (26.) 2:1 Rafael Janse (61.) | 1:1 Zé Eduardo (50.) | Brasiliense FC |
| Clube do Remo                                         | Elfmeterschießen | | Brasiliense FC |
| Clube do Remo                                         | 1:1 Gedoz Siqueira 2:2 Laílson 3:3 Wallace 4:4 Jansen Wellington Silva | 0:1 Peu 1:2 Aldo Sandy 2:3 Maranhão 3:4 Romarinho 4:5 Diogo | Brasiliense FC |
| Clube do Remo                                         | Badhuga (24.), Balotelli (27.), Zé Eduardo (36.) | | Brasiliense FC |
| Clube do Remo                                         | Balotelli (59.) | | Brasiliense FC |
| 24. Februar 2021 in Belém (Estádio Olímpico do Pará)  | | |                |
| Ergebnis: 2:1 (1:0), 4:5 i. E.                        | | |                |
| Zuschauer: 0                                          | | |                |
| Schiedsrichter: Jefferson Ferreira de Moraes ( Goiás) | | |                |
| Spielbericht                                          | | |                |

## Torschützenliste
| Pl. | Nat.        | Spieler      | Klub           | Tore |
| --- | ----------- | ------------ | -------------- | ---- |
| 1   | Brasilianer | Diego Rosa   | Manaus FC      | 5    |
|     | Brasilianer | Alan Mineiro | Vila Nova FC   | 5    |
| 3   | Brasilianer | Luquinhas    | Brasiliense FC | 4    |